# Spaimă și scârbă în Las Vegas
Spaimă și scârbă în Las Vegas (în engleză Fear and Loathing in Las Vegas) este un film de fantezie/comedie din 1998 - adaptare a romanului cu același nume scris de Hunter S. Thompson în 1971. Filmul este regizat de Terry Gilliam iar din distribuție fac parte Johnny Depp în rolul lui Raoul Duke și Benicio del Toro în rolul lui Dr. Gonzo.
Au mai existat încercări de a adapta romanul într-un film cu Jack Nicholson și Marlon Brando în rolurile lui Duke și Gonzo. La un moment dat, Dan Aykroyd și John Belushi au fost luați în considerare pentru un eventual film; John Cusack a fost de asemenea aproape ales să joace în film. Animatorul/cineastul Ralph Bakshi, Martin Scorsese și Oliver Stone au încercat cu toții să regizeze o ecranizare a romanului însă fără succes. Thompson s-a întâlnit cu Depp și a fost convins că doar Depp îl poate interpreta. Cineastul Alex Cox a fost ulterior angajat să regizeze filmul însă "diferențele creative" dintre acesta și Thompson în ceea ce privește scenariul l-au făcut pe Cox să renunțe. Gilliam a fost angajat în ultimă instanță reușind să realizeze filmul.
Spaimă și scârbă în Las Vegas a fost un eșec în box office având încasări de doar 10,6 milioane $ în box officeul Nord american, mult sub bugetul de 18,5 milioane $. De la lansarea sa, filmul a devenit unul cult.

## Distribuție
- Johnny Depp . . . . . Raoul Duke
- Benicio del Toro . . . . . Dr. Gonzo
- Tobey Maguire . . . . . autostopistul
- Ellen Barkin . . . . . chelnerița de la North Star Cafe
- Gary Busey
- Christina Ricci . . . . . Lucy
- Mark Harmon . . . . . jurnalistul de la Mint 400
- Cameron Diaz . . . . . jurnalista blondă
- Katherine Helmond
- Michael Jeter . . . . . L. Ron Bumquist
- Penn Jillette
- Craig Bierko . . . . . Lacerda
- Flea . . . . . hippie
- Laraine Newman
- Christopher Meloni . . . . . Sven
- Harry Dean Stanton . . . . . judecătorul
- Troy Evans . . . . . șeful Poliției
- Jenette Goldstein . . . . . Alice, menajera